# Rue des Francs-Bourgeois
Die Rue des Francs-Bourgeois ist eine Straße im Stadtteil Marais auf der Grenze zwischen dem 3. und 4. Arrondissement in Paris.

## Lage
Die Straße beginnt am Place des Vosges und führt zur Kreuzung mit den Straßen Rambuteau und des Archives.
Diese Straße verläuft teilweise auf der Grenze zwischen dem 3. und 4. Arrondissement von Paris, wobei ungerade Nummern zum 4. und gerade Nummern zum 3. gehören. Der Wunsch, die Pariser Straßen im 19. Jahrhundert zu verbreitern, führte dazu, dass die Gebäude dieser Zeit abseits der alten Straßenführung errichtet werden mussten. Da dort noch viele alte Gebäude stehen, kommt es entlang der Straße häufig zu Unterbrechungen in der Straßenführung, wodurch Nischen entstehen, die oft zum Parken genutzt werden.

## Namensursprung
Der Name stammt von den „Armenhäusern“, die in dieser Straße für arme Menschen eröffnet wurden, die aufgrund ihrer Armut von Steuern befreit waren.

## Geschichte
Die Straße wird in einer Urkunde aus dem 14. Jahrhundert als Rue des Francz bourgeois aufgeführt. Diese alte Straße, die teilweise entlang der Stadtmauer Philipps II. August verlief, hieß wegen der hier ansässigen Weber zunächst „Rue des Poulies“, „Rue des Viez Poulies“ oder „Rue des Vieilles Poulies“, „Rue Richard des Poulies“ oder „Rue Ferri des Poulies“. Seinen heutigen Namen erhielt es nach der Gründung von „Armenhäusern“ im Jahr 1334, deren Bewohner, die aufgrund ihrer begrenzten Mittel von Steuern befreit waren, „Francs-Bourgeois“ genannt wurden. Eines davon, das „Maison des Francs-Bourgeois“, war ein Krankenhaus für arme Bürger.
Im Jahr 1287 hieß der Weg, der außerhalb der Stadtmauern zwischen den ehemaligen Straßen Rue du Grand Chantier (Rue des Archives) und der Rue de la Culture-du-Temple (Rue Vieille du Temple) entlangführte, „Rue des Jardins“ oder „Rue de Paradis“.
Ein Teil in der Nähe der „Rue du Grand Chantier“ wurde auf dem Plan von Truschet und Hoyau von 1550 „Rue de Paradis“ genannt.
Sie wurde 1545 zwischen den Straßen verlängert, die für Anbindung der Wohnhäuser in der ehemaligen Rue Culture Sainte-Catherine angelegt wurden, unter dem Namen Rue Neuve-Sainte-Catherine von der Rue des Trois-Pavillons, der heutigen Rue Elzévir, zur Rue de la Couture Sainte-Catherine, der Rue de Sévigné, und dann 1549 zur Rue de l'égout, der heutigen Rue de Turenne.
Aus dem Straßenabschnitt zwischen der Rue de Turenne und dem Place des Vosges wurde die Rue de l'Écharpe.
Im Jahr 1609 bemerkte Vassalieu das Fortbestehen zweier Straßennamen, da er die gesamte Anlage „Rue des Poulies oder Franc Bourgeois“ nannte. „Rue du Paradis“ ist dann immer der Name des Teils, der sich östlich der Rue Vieille du Temple erstreckt.
Während der Revolution erhielt die Straße den Namen „Rue des Francs Citoyens“, obwohl sich der Begriff „bürgerlich“ in keiner Weise auf die Institutionen des Ancien Régime bezog.

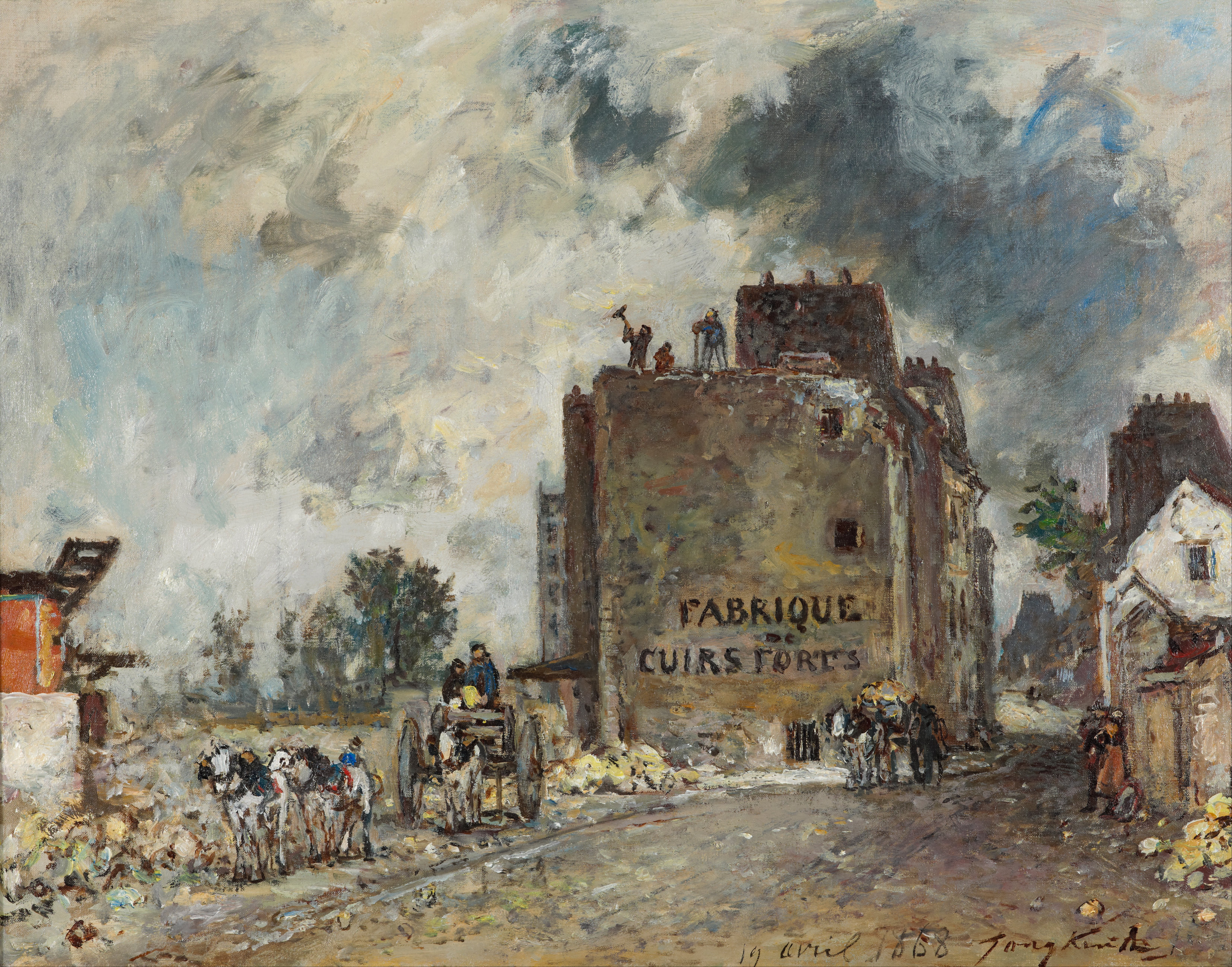
Démolition de maisons rue des Francs-Bourgeois à Paris
Johan Barthold Jongkind
Kunstmuseum Den Haag

Am Anfang der Rue des Francs-Bourgeois reichte die Straße von der Rue Vieille du Temple bis zur Rue Payenne. Unter dem Zweiten Kaiserreich wurde der Name den Straßen gegeben, die sie verlängerten, woraufhin deren Namen verschwanden: Rue de Paradis-au-Marais, zwischen der Rue Vieille du Temple und der heutigen Rue des Archives, Rue Neuve-Sainte-Catherine, zwischen den Straßen Rue Payenne und Rue de Turenne und die Rue de l’Écharpe zwischen der Rue de Turenne und dem Place des Vosges.
Die Straßen, die im 19. Jahrhundert in die Erweiterung des historischen Abschnitts integriert wurden, stammen fast alle aus derselben Zeit.
Lange Zeit waren in den angrenzenden Stadthäusern und Gebäude Werkstätten und Industriebetriebe untergebracht, was die Straße wenig anziehend machte. Heute ist sie hingegen eine sehr kommerzielle Straße mit vielen Luxus- und Modegeschäften.
2018 erhielt der Platz, der sich bei der Kreuzung mit der Rue Vieille du Temple bildet, den Namen Place Monique Antoine.

## Sehenswürdigkeiten
In der Straße befinden sich zahlreiche Gebäude von historischem Interesse:
- Nr. 1: Das heutige Gebäude aus dem Jahr 1929 steht an der Stelle eines 1607 errichteten Pavillons an der Rückseite des Place des Vosges, der am 22. September 1922 zusammen mit dem gesamten Place des Vosges unter Denkmalschutz gestellt wurde.
- Nr. 2: Gebäude aus dem späten 17. Jahrhundert, dessen Fassade um 1800 erneuert wurde.
- Nr. 3 bis 19: Gebäude aus dem 17. Jahrhundert
- Nr. 14: Die Straße verläuft dann entlang der Seitenfassade des Carnavalet (geraden Hausnummern) und der des Hôtel d’Angoulême Lamoignon (ungeraden Hausnummern). Der Eingang zum ersten befindet sich in der Rue Sévigné, der zum zweiten in der Rue Pavée. Der Jardin de l’Hôtel-Lamoignon - Mark Ashton ist für die Öffentlichkeit zugänglich.
- Nr. 16: Der Arc de Nazareth, der auf der Île de la Cité stand und 1886 abgebaut wurde, ist heute ein Nebeneingang zum Musée Carnavalet.
- Nr. 24: Hier wohnte Isidore Kargeman, ein Kind von Izieu, mit ihren Eltern. Sie wurden nach Auschwitz deportiert und ermordet.
- Nr. 26: Hôtel Mortier de Sandreville (auch Hôtel Mortier, Hôtel de Sandreville oder Hôtel Le Meyrat genannt) wurde 1585 errichtet und 1767 umgebaut; seit 1981 steht es unter Denkmalschutz.[7]
- Nr. 29–31: Hôtel d’Albret. Der Grundstein für dieses Gebäude wurde um 1550 von dem Connétable Anne de Montmorency gelegt. Nachdem es in den Besitz von Henri du Plessis-Guénégaud übergegangen war, wurde es unter der Leitung von François Mansart umgebaut. Guénégaud schenkte es seinem Schwager César Phœbus d’Albret. Im Jahr 1700 wurde die Fassade von Vautrain in ihren heutigen Zustand zurückversetzt. Ende des 18. Jahrhunderts wurde das Stadthaus in eine Beleuchtungswerkstatt umgewandelt. Es wurde 1989 von der Stadt Paris gekauft. Nach der Restaurierung wurde es zum Hauptsitz der Kulturabteilung der Stadt Paris.
- Nr. 38: Eingang zur Impasse des Arbalétriers (Sackgasse der Armbrustschützen); davor eine Hinweistafel, dass hier 1407 Louis de Valois, duc d’Orléans ermordet wurde.
- Nr. 39: Die Société des Cendres (1866), eine Gießerei, in der Edelmetalle aus dem Abfall von Juwelieren und Goldschmieden gewonnen wurden. 2014 als Bekleidungsgeschäft renoviert.[8] Im Untergeschoss zeigt ein kleines Museum einige Elemente der alten Anlage (Werkzeuge, Mühlsteine und Maschinen). Ebenfalls erhalten ist ein 35 Meter hoher Schornstein, der im Herzen des Kaufhauses steht, von der Straße aus jedoch nicht zu sehen ist. Das Buch The Society of Ashes (Hrsg. Studyrama, 2014) erzählt die Geschichte des Ortes.[9]
- Nr. 44: Hôtel Hérouet (Ecke Rue Vieille-du-Temple) gehörte Jean Hérouet.
- Nr. 53: Notre-Dame-des-Blancs-Manteaux
- Nr. 54: Hôtel de Jaucourt, in dem heute der Service interministériel des archives de France (SIAF) untergebracht ist.
- Nr. 60: Hôtel de Soubise (Archives nationales)

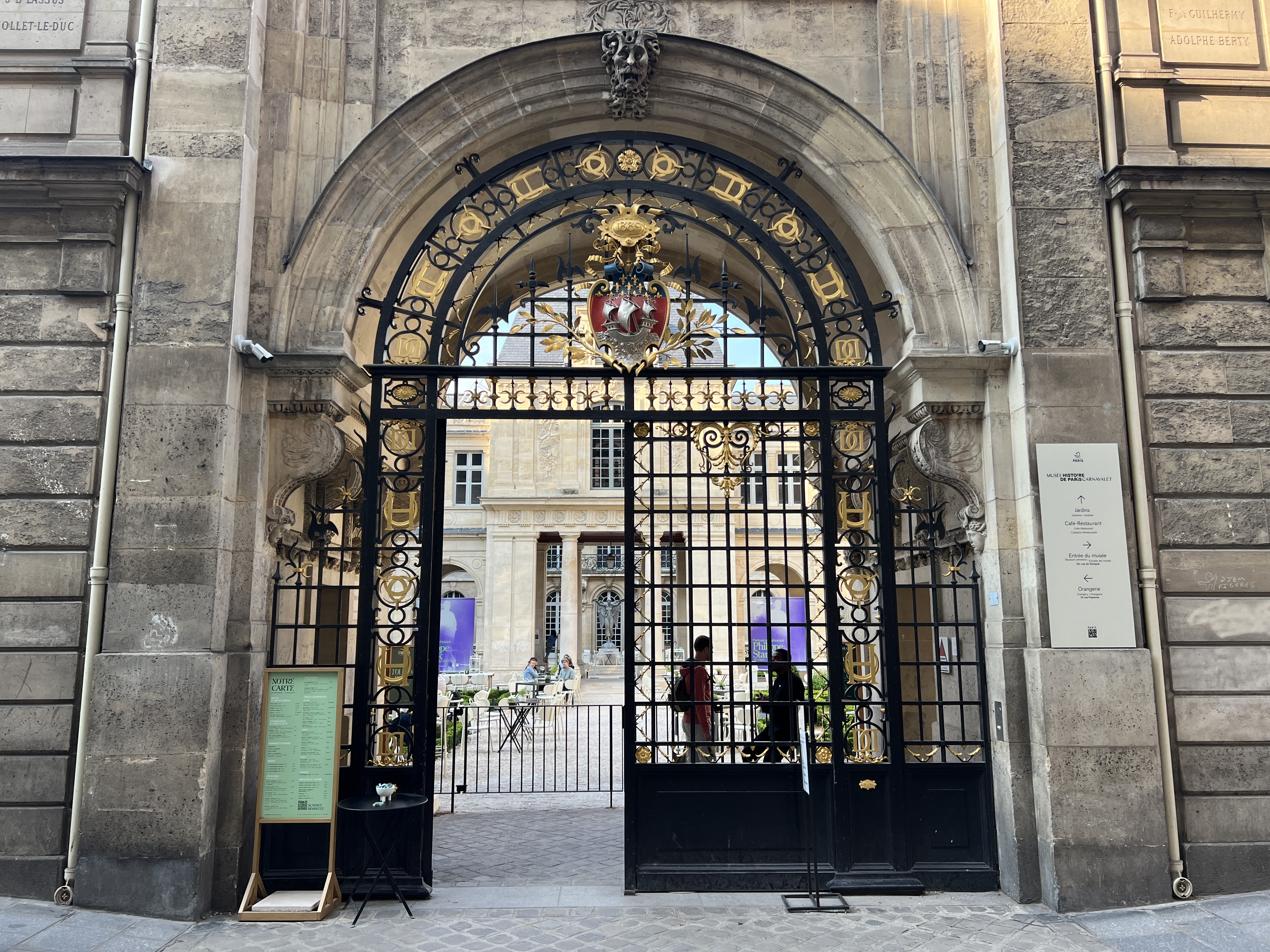
Arc de Nazareth Nr. 16
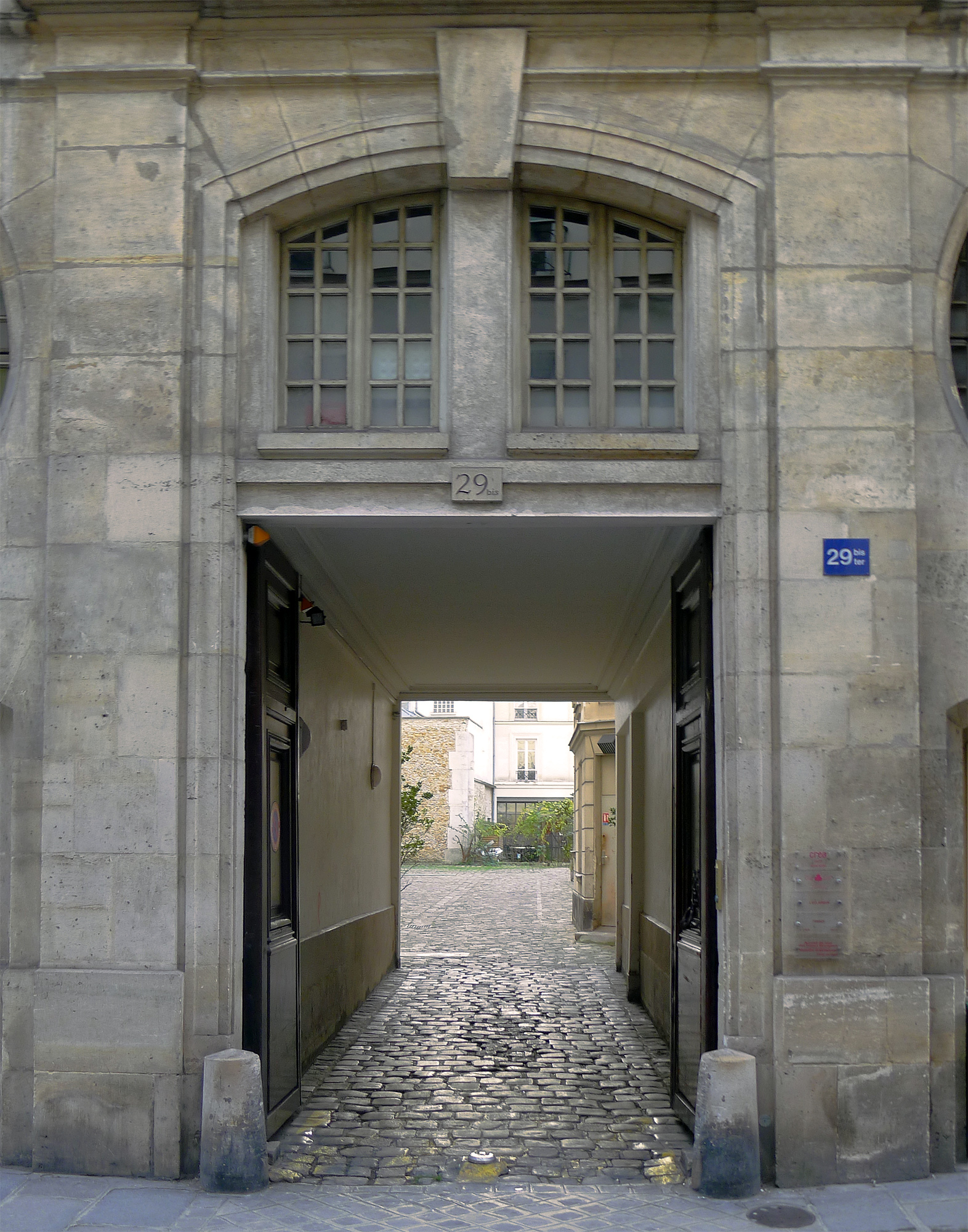
Eingang Nr. 29
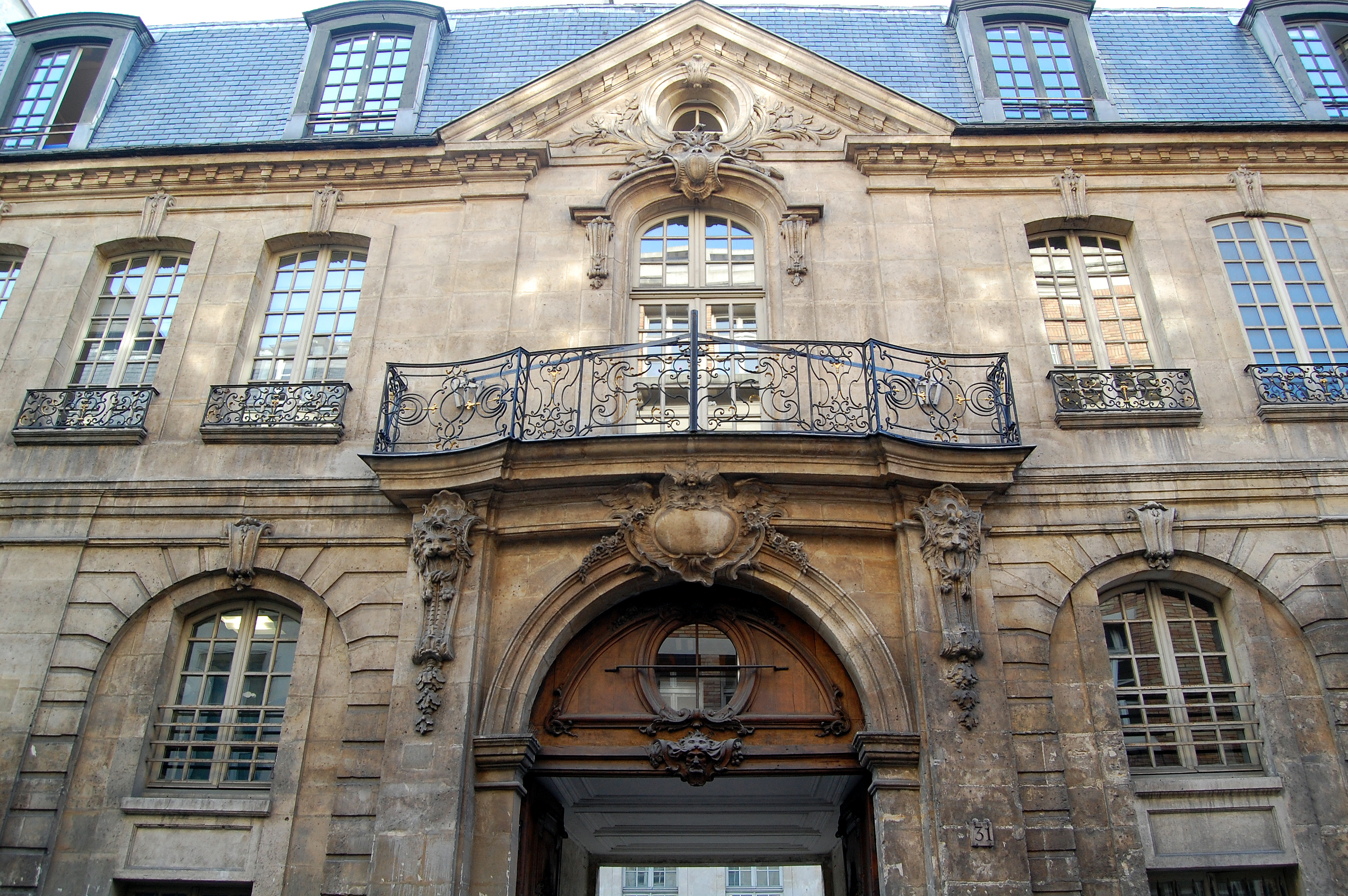
Eingang Nr. 31
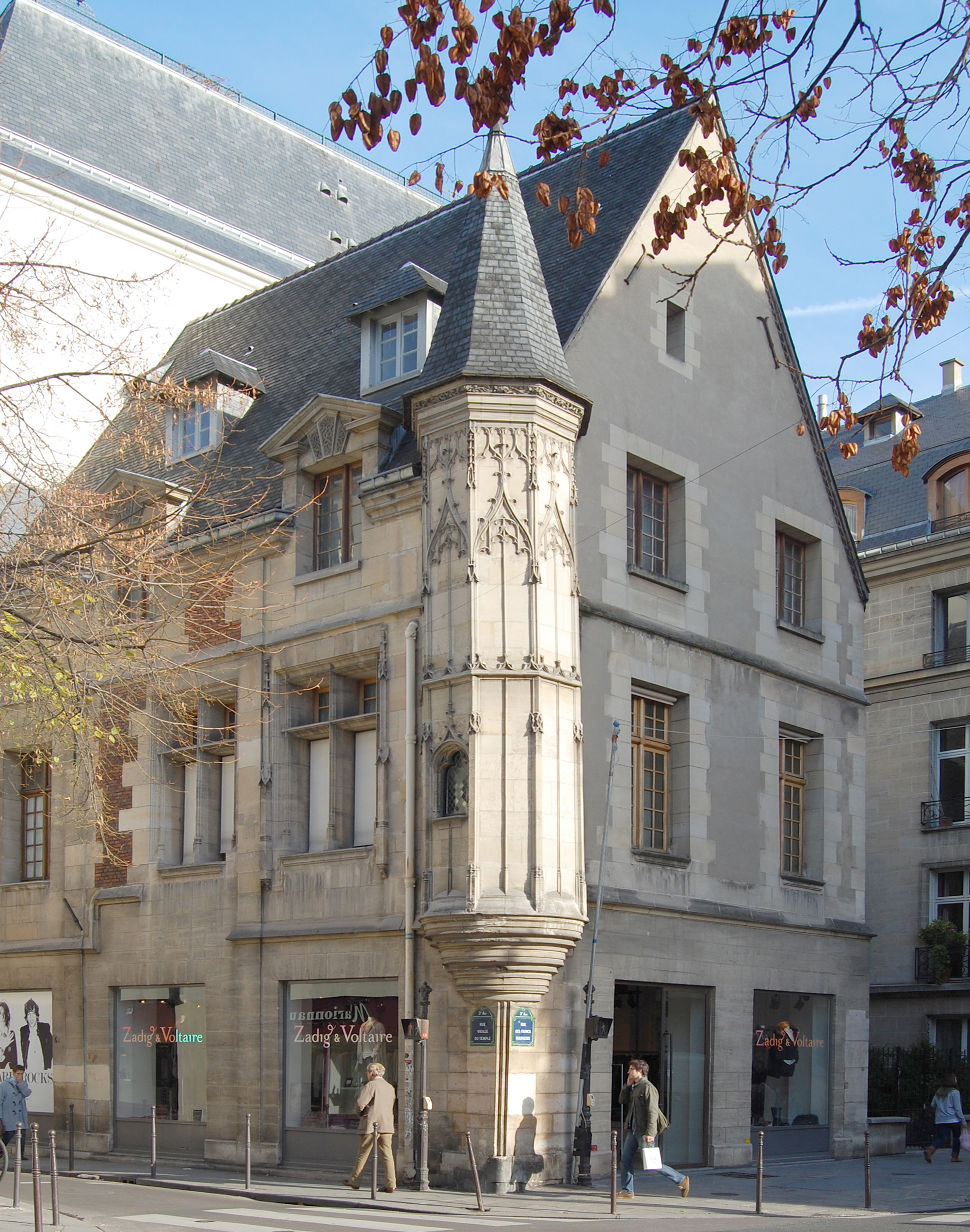
Maison de Jean Hérouet Nr. 44
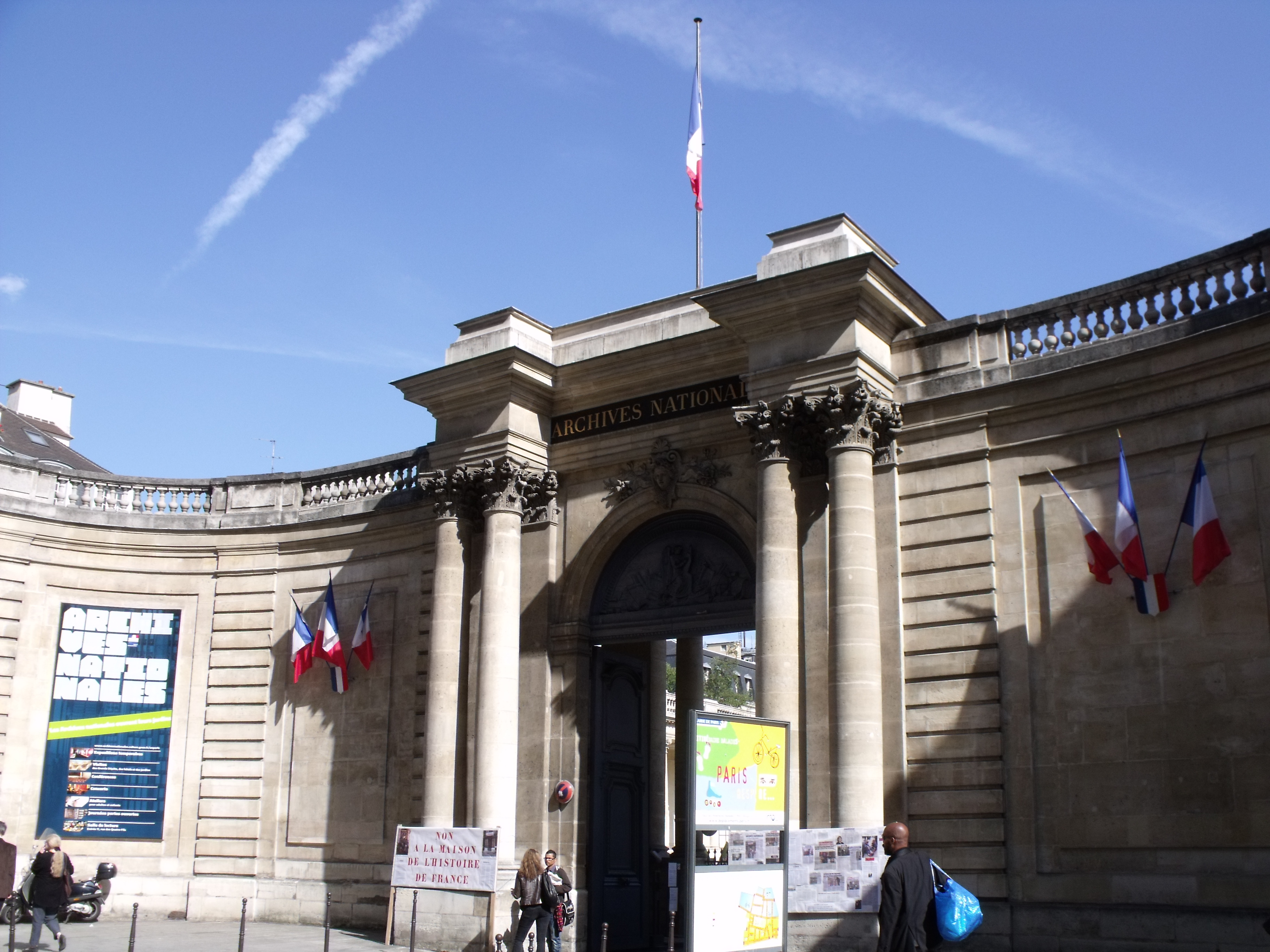
Eingang Hôtel de Soubise Nr. 60